# خشونت افراطی (ترانه)
«خشونت افراطی» (به انگلیسی: Ultraviolence) ترانه‌ای ضبط‌شده توسط خواننده و ترانه‌نویس آمریکایی لانا دل ری برای سومین آلبوم استودیویی‌اش خشونت افراطی (۲۰۱۴) است. این ترانه توسط دل ری و دنیل هیت نوشته شد و توسط دن آورباک تهیه شده‌است. این ترانه به‌عنوان سومین تک‌آهنگ آلبوم در ۴ ژوئن ۲۰۱۴ ازطریق اینترسکوپ رکوردز و پالیدور رکوردز منتشر شد. موزیک ویدئو ترانه نیز در ۳۰ ژوئیه ۲۰۱۴ منتشر شد.

## قطعه هنری
طبق گفته برنا اهرلیچ در ام تی وی نیوز، " خشونت افراطی "، داستان رابطه رمانتیک دردناک و شکسته شده لانا دل ری را بازگو می‌کند.

## موزیک ویدئو
موزیک ویدئو آهنگ، کاملاً توسط برنامه‌ای در آیفون فیلمبرداری شده‌است. این موزیک ویدئو در ۳۰ ژوئیه ۲۰۱۴ منتشر شده‌است. در موزیک ویدئو، لانا دل ری، لباس عروس به تن کرده، با حجاب و با گلی در دستانش دیده می‌شود و سرگردان دور محیط بیرونی کلیسای سن سباستیانو می‌گردد و بعد وارد می‌شود. ویدئو در پورتوفینو فیلمبرداری شده.

## فهرست ترانه
- دانلود دیجیتال[۳]

1. «خشونت افراطی» – ۴:۴۱

- دانلود دیجیتال (ریمیکس هوک اند اسلینگ)[۴]

1. «خشونت افراطی» (ریمیکس هوک اند اسلینگ) - ۵:۲۹

## اجرای زنده
دل ری خشونت افراطی را به عنوان بخشی از مجموعه اش در ونکور فروم واقع در ونکور ،کانادا به نمایش درآورد.

## تاریخ انتشار
| کشور                | تاریخ        | قالب               | ناشر    |
| ------------------- | ------------ | ------------------ | ------- |
| استرالیا            | ۴ ژوئن ۲۰۱۴  | دانلود دیجیتال     |         |
| بلژیک               | ۴ ژوئن ۲۰۱۴  | دانلود دیجیتال     |         |
| فنلاند              | ۴ ژوئن ۲۰۱۴  | دانلود دیجیتال     |         |
| فرانسه              | ۴ ژوئن ۲۰۱۴  | دانلود دیجیتال     |         |
| لوکزامبورگ          | ۴ ژوئن ۲۰۱۴  | دانلود دیجیتال     |         |
| هلند                | ۴ ژوئن ۲۰۱۴  | دانلود دیجیتال     |         |
| ایالات متحده آمریکا | ۴ ژوئن ۲۰۱۴  | دانلود دیجیتال     |         |
| پادشاهی متحده       | ۱۸ اوت ۲۰۱۴  | دانلود دیجیتال     | پالیدور |
| ایتالیا             | ۳ اکتبر ۲۰۱۴ | آهنگ‌های برتر رادیو | پالیدور |